# Reino de Redonda
El Reino de Redonda (en inglés: Kingdom of Redonda) es el nombre de la micronación asociada con la pequeña isla caribeña deshabitada de Redonda.
La isla se encuentra entre las islas de Nevis y Montserrat, dentro del arco interior de la cadena de las Islas de Sotavento, en las Indias Occidentales. Redonda es legalmente una dependencia del país de Antigua y Barbuda. La isla tiene poco más de una milla (1,6 km) de largo y un tercio de milla (0,54 km) de ancho, y se eleva a un pico de 971 pies (296 m).
La isla está repleta de aves, pero es más o menos inhabitable para los humanos porque no hay otra fuente de agua dulce que no sea la lluvia, y la mayor parte de la isla es extremadamente empinada y rocosa, con solo una con solo un área de meseta inclinada relativamente pequeña de pastizales en la cumbre. Desembarcar en la isla es un proceso muy desafiante, posible solo a través de la costa de sotavento en los días en que el mar está en calma. Subir a la cima de la isla también es muy arduo.
A pesar de estas dificultades, desde 1865 hasta 1912, Redonda fue el centro de un lucrativo comercio en la extracción de guano, y se enviaron muchos miles de toneladas de fosfatos desde Redonda a Gran Bretaña. Las ruinas asociadas con la explotación minera todavía se pueden ver en la isla.
Redonda también es una micronación que, posiblemente y brevemente, pudo haber existido como un reino independiente durante el siglo XIX, según un relato del escritor de fantasía M. P. Shiel. El título del supuesto reino todavía se disputa hasta el día de hoy de una manera medio seria. El "Reino" también se asocia a menudo con una serie de miembros supuestamente aristocráticos, cuyos títulos son otorgados por quien sea actualmente el "Rey". Actualmente hay una serie de personas en diferentes países que afirman ser el único "Rey" legítimo de Redonda.

## Historia
La historia del "Reino" de Redonda está envuelta en dudas y leyendas, y es difícil separar la realidad de la ficción. 

### Durante la vida de Shiel
M. P. Shiel (1865-1947), autor de obras de ficción fantástica y de aventuras, fue el primero en dar cuenta del "Reino de Redonda", en 1929, en un folleto promocional de una reedición de sus libros.
Según la tradición, el padre de Shiel, Matthew Dowdy Shiel, comerciante y predicador laico metodista de la cercana isla de Montserrat, reclamó la isla de Redonda cuando nació su hijo, Matthew Phipps Shiel. Supuestamente, el padre sintió que podía hacer esto legítimamente, porque parecía ser el caso de que ningún país había reclamado oficialmente el islote como territorio. También se dice que Shiel sénior solicitó el título de Rey de Redonda a la reina Victoria y, según la leyenda, se lo otorgó la Oficina Colonial Británica en lugar de la propia Victoria, siempre que no hubiera una revuelta contra el poder colonial.
El hijo (originalmente llamado Matthew Phipps Shiel pero más tarde conocido como el escritor M. P. Shiel) afirmó que fue coronado en Redonda a la edad de 15 años, en 1880, por un obispo de Antigua. Sin embargo, como el relato de M. P. Shiel de esta historia nunca se publicó hasta 1929, es posible que parte, o la mayoría, o posiblemente toda la historia de su coronación como Rey de Redonda, sea de hecho pura invención. 
En sus escritos sobre Redonda, sin embargo, Shiel critica el egoísmo que lo llevó a aceptar el título, sugiriendo que puede haber algo de verdad detrás de la historia de la coronación. Sin embargo, Shiel cita dos nombres diferentes para el obispo que realizó la coronación: el reverendo Dr. Mitchinson y el reverendo Hugh Semper. Estos hombres eran ambos clérigos genuinos en el Caribe durante este período. La contradicción, por supuesto, podría explicarse debido a la memoria defectuosa de Shiel en lugar de que la historia se base en una invención total. En "About Myself", Shiel escribe que su intento de imponer un impuesto tributario a los mineros de guano estadounidenses fue una solicitud que rechazaron. Este temprano no reconocimiento de su realeza es otro posible argumento de que la coronación realmente ocurrió.
Varias de las obras de ficción de Shiel se referían a varios aspectos de la monarquía. Uno de sus héroes detectivescos se llama Cummings King Monk. En la historia del fin del mundo de Shiel de 1901, The Purple Cloude, el protagonista Adam Jeffson, el último hombre en la tierra, se establece como monarca del globo devastado, mientras que la novela de Shiel The Lord of the Sea (1901) tiene a Richard Hogarth, otra figura de Overman, llegando a dominar el mundo. En 1899, Shiel escribió sobre su visita a Redonda en su novela de aventuras Contraband of War
Posteriormente, Shiel le dio el título y los derechos de su obra a su principal admirador, el poeta y editor londinense John Gawsworth (Terence Ian Fytton Armstrong), el biógrafo de Arthur Machen, quien fue el archiduque del reino. Gawsworth (1912-1970) parece haber transmitido el título varias veces cuando el escritor tenía pocos fondos. El reino de Gawsworth ha sido denominado en broma "Almadonda" (por el erudito shieliano A. Reynolds Morse (1914-2000)) en honor al pub Alma en Westbourne Grove, Bayswater, Londres, donde el "Rey Juan" solía tener corte en la década de 1960.

### Después de la muerte de Shiel
Aparentemente, Gawsworth también había prometido convertir al primer hijo de sus amigos Charles y Jean Leggett, Max Juan Tonge Leggett, en su heredero redondeano si le daban al niño (nacido a fines de la década de 1950), su nombre real de Juan. 
Algunos eruditos de Redonda aceptan que Gawsworth otorgó el título a su amigo el publicano Arthur John Roberts en 1967, por "Irrevocable Covenant". Antes de esto, el difunto escritor Dominic Behan (1928-1989) también afirmó que Gawsworth le transfirió el título en 1960. También se dice que Gawsworth entregó el trono a un tal Aleph Kamal, cuyos pares incluyen a la novelista Edna O' Brien.
Los monarcas autoproclamados de Redonda incluyen a Marvin Kitman y William Scott Home. Scott Home afirma que el título se basó, dice, en la percepción extrasensorial y la reencarnación. 
Sin embargo, el editor, autor y ambientalista Jon Wynne-Tyson afirma que Gawsworth, antes de morir en 1970, le otorgó la realeza con los albaceas literarios, aunque el escritor Iain Fletcher fue el albacea literario conjunto de Gawsworth.

### Desarrollos posteriores
Jon Wynne-Tyson visitó posteriormente Redonda en 1979, en una expedición organizada por el filántropo y editor shieliano A. Reynolds Morse. Wynne-Tyson gobernó como el rey Juan II hasta que abdicó en favor del novelista madrileño Javier Marías en 1997, transfiriendo la albacea literaria de Gawsworth y Shiel junto con el título.
El título de Arthur John Roberts fue heredado posteriormente por William Leonard Gates, a quien Gawsworth le había dado el título de "Baron L'Angelier de Blythswood de Redonda". Desde su casa en Thurlton, Norfolk, Gates, conocido como el Rey Leo, presidió un grupo conocido como "La Fundación Redondeana", que no debe confundirse con "La Fundación Cultural Redondeana" creada por Paul de Fortis (ver más abajo). Gates murió el 2 de enero de 2019 y su corona pasó a la reina Josephine.
Como en el reinado de Gawsworth, las reuniones de estos grupos rivales se han llevado a cabo en Fitzroy Tavern en Fitzrovia, en el centro de Londres. El rey León reinó como rey durante treinta años, desde 1989. Williamson, que vivió en Antigua hasta su muerte en 2009, se presentó como el rival "Rey Robert el Calvo". El rey Robert el Calvo fue sucedido en 2009 por el escritor de yates Michael Howorth.
En 1988, el difunto clérigo londinense Paul de Fortis estableció la "Fundación Cultural Redondeana". Debido a lo que él vio como la inacción de varios monarcas rivales, de Fortis promovió a un nuevo rey, Cedric Boston (nacido en Montserrat en 1960). Boston reclamó el trono de Redonda en 1984, ganando la lealtad de varios compañeros de Gawsworth.

Sobre la cuestión del Reino de Redonda, Wynne-Tyson ha escrito:
La leyenda es y debe seguir siendo un cuento de hadas agradable y excéntrico; un trozo de mitología literaria para tomar con sal, suspiros románticos, perplejidad apropiada, cierta diversión, pero sin gran seriedad. Es, después de todo, una fantasía.
Una legión estelar de pares redondeanos, en su mayoría escritores, se remonta a las eras de Shiel y Gawsworth. Incluyen a Arthur Machen, Oliver Stonor, Edgar Jepson, Thomas Burke, Victor Gollancz, Carl van Vechten, Arthur Ransome, Lawrence Durrell, Gerald Durrell , G. S. Fraser, Michael Harrison, John Heath-Stubbs, Dylan Thomas, Henry Miller, Julian MacLaren-Ross, Philip Lindsay, Rebecca West, John Waller, August Derleth, Stephen Graham, Dorothy L. Sayers, J. B. Priestley, Eden Phillpotts, Stephen Potter, Martin Secker, Frank Swinnerton, John Wain y Julia Morton-Marr (IHTEC), Esther Terry Wright y Julian Symons y el poeta beat británico, Royston Ellis, que fue ennoblecido dos veces.
Los actores ennoblecidos durante el reinado de Gawsworth fueron Michael Denison, Dulcie Gray, Barry Humphries, Diana Dors, Dirk Bogarde, Mai Zetterling, Vincent Price, Joan Greenwood y Robert Beatty. También fueron honrados los locutores Libby Purves, Roy Plomley y Alan Coren. Los compañeros del rey Xavier incluyen a Pedro Almodóvar, Francis Ford Coppola, A. S. Byatt, Alice Munro, Umberto Eco, George Steiner, Ray Bradbury, Frank Gehry, J. M. Coetzee, Éric Rohmer y Philip Pullman. El artista Stephen Chambers fue ennoblecido en 2017.
Wynne-Tyson, Javier Marías, Bob Williamson, William Gates y Cedric Boston fueron entrevistados en el documental de BBC Radio 4 Redonda: The Island with Too Many Kings, emitido en mayo de 2007.

### Muerte de Javier Marías
El 11 de septiembre de 2022, Javier Marías moría en Madrid, dejando el trono en juego. Aparentemente, Xavier I nombró como sucesor a Juan Gabriel Vásquez, aunque este candidato al trono matizaría que nunca se produjo una ceremonia oficial de nombramiento.
En agosto de 2022 el escritor español Javier Diéguez viajó a la isla de Redonda y dejó allí, en tributo a Javier Marías y a los anteriores monarcas del reino de Redonda, algunos libros de Javier Marías, de M. P. Shiel y de Jon Wynne-Tyson. El libro 'Redonda' de Javier Diéguez es una narración de su viaje a la isla, además de un homenaje póstumo a Javier Marías. 

## Lista de reyes
Indiscutible:
- Matthew Dowdy Shiell, 1865–1880

Escudo mayor del Reino de Redonda

- Matthew Phipps Shiell , 1880–1947 (llamado Rey Felipe I)
- John Gawsworth , 1947–1967 o 1970 (Rey Juan I )

Cuestionado:
- Arthur John Roberts, 1967–1989 (Rey Juan II)
- Jon Wynne-Tyson , 1970–1997 (Rey Juan II)
- William Leonard Gates, 1989–2019 (Rey Leo)
- Javier Marías, 1997–2022 (Rey Xavier)

Otros:

Escudo menor

- Bob Williamson, 2000–2009 (Rey Bob el Calvo )
- Michael Howorth 2009– (Rey Michael el Gris)

## Controversias
- Max Legget sostiene ser Rey de Redonda porque en 1950, durante una estancia en Toronto, Gawsworth estuvo hospedado en casa de sus padres y prometió verbalmente a la pareja que si tenían un hijo varón éste sería su heredero.[15]
- William Leonard Gates sostiene ser el legítimo heredero al trono de la isla bajo el nombre de Rey Leo y que Wynne-Tyson fue nombrado solamente como albacea literario (literary executor, en inglés) en el testamento de Gawsworth, por lo tanto reconoce a Javier Marías como el nuevo albacea literario de los primeros reyes.[16] Su reclamación está basada en que Gawsworth nombró a Arthur John Roberts (Rey Juan II, según esta versión) como el heredero mediante un convenio irrevocable, firmado el 20 de octubre de 1966 y que surtiría efecto a partir de su muerte, sucedida en 1967. Roberts a su vez nombraría a Gates como sucesor en 1989. Otra de las razones por las que Gates se considera el heredero legítimo es porque, según sostiene, él posee el Archivo Real de Redonda; sin embargo, se ha negado a presentar públicamente los documentos de su acreditación.[16]
- Robert Williamson, autonombrado Rey Roberto el Calvo (King Robert the Bald), sostiene su reinado como heredero de Wynne-Tyson arguyendo que cuando éste le comentó a la hora del té que consideraba otorgarle el trono a Javier Marías se indignó ante la idea de devolver a un español un territorio donde el Imperio británico había invertido miles de libras esterlinas para expulsar justamente a esa nación del Caribe. Como consecuencia decidió pedirle el título a Wynne-Tyson, quien, según la página web de Williamson, le respondió con una carta en la que lo nombraba su sucesor.[17]

## Ducados concedidos por Xavier I
El Rey Xavier I comenzó a otorgar títulos nobiliarios a personalidades de las artes, del mismo modo que sus antecesores. Los escritores y cineastas elegidos por la corte de la isla como ganadores del Premio Reino de Redonda reciben, además de un premio monetario, un ducado.
| Año  | Agraciado                 | Nacionalidad    | Ducado concedido                                        |
| ---- | ------------------------- | --------------- | ------------------------------------------------------- |
| 1999 | Pedro Almodóvar           | España          | Duque de Trémula                                        |
| 1999 | John Ashbery              | Estados Unidos  | Duque de Convexo                                        |
| 1999 | Pierre Bourdieu           | Francia         | Duque de Desarraigo                                     |
| 1999 | Antonia Susan Byatt       | Inglaterra      | Duquesa de Morpho Eugenia                               |
| 1999 | Guillermo Cabrera Infante | Cuba            | Duque de Tigres                                         |
| 1999 | Francis Ford Coppola      | Estados Unidos  | Duque de Megápolis                                      |
| 1999 | William Boyd              | Inglaterra      | Duque de Brazzaville                                    |
| 1999 | Francis Haskell           | Inglaterra      | Duque de Sommariva                                      |
| 1999 | Eduardo Mendoza Garriga   | España          | Duque de Isla Larga                                     |
| 1999 | Arturo Pérez-Reverte      | España          | Duque de Corso y Real Maestro de Esgrima                |
| 1999 | Francisco Rico            | España          | Duque de Parezzo                                        |
| 1999 | Peter Edward Russell      | Nueva Zelanda   | Duque de Plazatoro                                      |
| 1999 | Fernando Savater          | España          | Duque de Caronte y Maestro del Real Hipódromo           |
| 1999 | Agustín Díaz Yanes        | España          | Duque de Michelín y Maestro de la Real Tauromaquia      |
| 1999 | Roger Dobson              | Inglaterra      | Duque de Bridaespuela y Real Cronista en Lengua Inglesa |
| 1999 | Luis Antonio de Villena   | España          | Duque de Malmundo y Poeta Laureado en Lengua Española   |
| 1999 | Juan Villoro              | México          | Duque de Nochevieja                                     |
| 2000 | Ian Michael               | Inglaterra      | Duque de Bernal                                         |
| 2000 | W. G. Sebald              | Alemania        | Duque de Vértigo                                        |
| 2001 | John Maxwell Coetzee      | Sudáfrica       | Duque de Deshonra                                       |
| 2001 | Frank Owen Gehry          | Canadá          | Duque de Nervión                                        |
| 2001 | António Lobo Antunes      | Portugal        | Duque de Cocodrilo                                      |
| 2002 | Pietro Citati             | Italia          | Duque de Remonstranza                                   |
| 2002 | John Elliott              | Inglaterra      | Duque de Simancas                                       |
| 2003 | Claudio Magris            | Italia          | Duque de Segunda Mano                                   |
| 2004 | Michael Braudeau          | Francia         | Duque de Miranda                                        |
| 2004 | Éric Rohmer               | Francia         | Duque de Olalla y Duque de Rayo Verde                   |
| 2004 | Antony Beevor             | Inglaterra      | Duque de Stalingrado                                    |
| 2005 | Alice Munro               | Canadá          | Duquesa de Ontario                                      |
| 2006 | Ray Bradbury              | Estados Unidos  | Duque de Diente de León                                 |
| 2006 | Ian Robertson             | Inglaterra      | Duque de Impertinentes                                  |
| 2007 | George Steiner            | Francia         | Duque de Gerona                                         |
| 2008 | Umberto Eco               | Italia          | Duque de la Isla del Día de Antes                       |
| 2008 | Mario Vargas Llosa        | Perú            | Duque de Miraflores                                     |
| 2009 | Marc Fumaroli             | Francia         | Duque de Houyhnhnm                                      |
| 2009 | Milan Kundera             | República Checa | Duque de Amarcord                                       |
| 2011 | Gean Carlo Villegas       | Puerto Rico     | Duque de Puertorricuentos                               |
| 2011 | Ian McEwan                | Inglaterra      | Duque de Perros Negros                                  |
| 2012 | John Banville             | Irlanda         | Duque de Infinidades                                    |
| 2012 | Philip Pullman            | Inglaterra      | Duque de Cittàgazze                                     |
| 2012 | Jonathan Coe              | Inglaterra      | Duque de Ciruelas                                       |
| 2016 | Colm Tóibín               | Irlanda         | Duque de Coole                                          |
| 2019 | Julia Navarro             | España          | Duquesa de los Navíos                                   |
| 2??? | Artemis Cooper            | Inglaterra      | Duquesa del Cairo                                       |

## En la cultura popular
En 2007, el pub Wellington Arms en Southampton, Inglaterra, intentó declararse embajada de Redonda para obtener inmunidad diplomática de una prohibición nacional de fumar en lugares de trabajo cerrados, incluidos los pubs. Esto finalmente fracasó cuando el Foreign Office señaló que el Gobierno de Su Majestad reconoce a Redonda solo como un territorio dependiente de Antigua y Barbuda que, en consecuencia, no tiene derecho a establecer una embajada o una alta comisión en el Reino Unido.